# パラディシオ
パラディシオ (Paradisio) は、1995年から2002年に主にベルギーで活動していたユーロダンスバンドである。
"Bailando"はベルギー、イタリア、デンマーク、ノルウェー、フィンランドで1位を獲得するなどヨーロッパ中でヒットし、スウェーデンではゴールドディスクを受賞した。
1998年6月24日、アルバム"Paradisio"は、日本クラウンより日本発売。

## メンバー
- Patrick Samoy 1995-2001
- Maria Isabel Garcia Asensio 1995-1998
- Sandra Degregorio 1999-2001
- Maria Delrio 2002
- Luc Rigaux 1995-1998

## 作品

### シングル
- Bailando (1996)
- Bandolero (1996)
- Vamos a La Discoteca (1997)
- Dime Como (1997)
- Paseo (1998)
- Samba Del Diablo (1999)
- La Propaganda (2000)
- Vamos A La Discoteca 2001 (feat. Alexandra) (2001)
- Luz De La Luna(2003)

### アルバム
- Paradisio (1997)
- Discoteca (remix-album) (1999)